# Ztracené
Ztracené (v anglickém originále The Missing) je americký dobrodružný film z roku 2003. Režisérem filmu je Ron Howard. Hlavní role ve filmu ztvárnili Tommy Lee Jones, Cate Blanchett, Evan Rachel Wood, Jenna Boyd a Aaron Eckhart.

## Obsazení
| Tommy Lee Jones  | Samuel Jones/Chaa-duu-ba-its-iidan |
| Cate Blanchett   | Magdalena Gilkeson                 |
| Evan Rachel Wood | Lilly Gilkeson                     |
| Jenna Boyd       | Dot Gilkeson                       |
| Aaron Eckhart    | Brake Baldwin                      |
| Val Kilmer       | Jim Ducharme                       |
| Sergio Calderón  | Emiliano                           |
| Eric Schweig     | Pesh-Chidin/El Brujo               |